# 724 TCN
724 TCN là một năm trong lịch La Mã.